# Marco Iacobellis
Marco Iacobellis (Buenos Aires, Argentina; 27 de diciembre de 1999) es un futbolista argentino. Juega como mediocampista ofensivo o delantero y su equipo actual es San Martín (San Juan) . 

## Trayectoria

### Infancia e inferiores
Jugó en las inferiores de Club Atlético Huracán, luego estuvo dos años en Platense y en el año 2017 pasó a All Boys.

### All Boys
Debutó el 27 de marzo por los treintaidosavos de final de la Copa Argentina 2018-19, frente a Sarmiento de Junín, con Pablo Solchaga como Entrenador. Marcó su primer gol en el triunfo de la fecha 6 del Campeonato de Primera Nacional 2019-20, frente a Atlético de Rafaela.
En el mes de octubre del año 2019 firmó su primer contrato con la institución de Floresta.

## Estadísticas
Actualizado al 22 de noviembre de 2024
| Equipo | Div.                | Temporada           | Liga     | Liga  | Copa Nacional(1) | Copa Nacional(1) | Copa Internacional | Copa Internacional | Total    | Total |
| Equipo | Div.                | Temporada           | Partidos | Goles | Partidos         | Goles            | Partidos           | Goles              | Partidos | Goles |
| All Boys Argentina                                                                                               | 3.ª                 | 2018-19(2)          | —        | —     | 1                | 0                | -                  | -                  | 1        | 0     |
| All Boys Argentina                                                                                               | 2.ª                 | 2019-20             | 18       | 3     | -                | -                | -                  | -                  | 18       | 3     |
| All Boys Argentina                                                                                               | 2.ª                 | 2020                | 7        | 0     | -                | -                | -                  | -                  | 7        | 0     |
| All Boys Argentina                                                                                               | 2.ª                 | 2021                | 18       | 1     | -                | -                | -                  | -                  | 18       | 1     |
| All Boys Argentina                                                                                               | 2.ª                 | 2022                | 19       | 0     | -                | -                | -                  | -                  | 19       | 0     |
| All Boys Argentina                                                                                               | 2.ª                 | 2023                | 24       | 2     | 2                | 0                | -                  | -                  | 26       | 2     |
| All Boys Argentina                                                                                               | Total               | Total               | 86       | 6     | 3                | 0                | -                  | -                  | 89       | 6     |
| Barracas Central Argentina                                                                                       | 1.ª                 | 2024                | 25       | 2     | 3                | 0                | -                  | -                  | 28       | 2     |
| Barracas Central Argentina                                                                                       | Total               | Total               | 25       | 2     | 3                | 0                | -                  | -                  | 28       | 2     |
| Total en su carrera                                                                                              | Total en su carrera | Total en su carrera | 111      | 8     | 6                | 0                | -                  | -                  | 117      | 8     |
| (1) Incluye datos de la Copa Argentina. (2) La Copa Argentina 2018-19 se siguió jugando en la temporada 2019-20. |                     |                     |          |       |                  |                  |                    |                    |          |       |